# Paradiso (film 1932)
Paradiso è un film italiano del 1932 diretto da Guido Brignone